# 国防部参謀本部
国防部参謀本部（こくぼうぶさんぼうほんぶ）は、中華民国国防部の軍令幕僚及び三軍統合作戦指揮機構であり、軍備要求、装備品等の配分、戦備整備の監督、部隊訓練、戦闘序列や作戦計画の策定及びその他軍事関連の指揮事項を統括する組織。日本における防衛省統合幕僚監部に相当。
その組織は一級上将（上級大将に相当）の参謀総長1名、二級上将（大将に相当）の副参謀総長兼執行官1名、二級上将（大将に相当）の副参謀総長2名、一等士官長（先任上級曹長）が充てられ全軍の下士官兵を統率する首任総士官長1名，その他少将による5名から7名の次長、2名の主任、8名から16名の助理次長執行官などが設置され、参謀本部全体で1000名程度が勤務している。但し、一級上将は2013年以降は戦時に限定した階級とし、参謀総長は副参謀総長執行官同様二級上将、副参謀総長は中将を以て充てる職となる。(中国語版一級上将のページも参照の事。)
参謀本部参謀総長は1970年から2001年にかけて中華民国国軍の実質的な指揮者としての立場を有していた。

## 組織
| 参謀本部內部組織               |                        |
| 人事参謀次長室                 | 人事參謀次長室         |
| 情報参謀次長室                 | 情報參謀次長室         |
| 作戦及び計画参謀次長室         | 作戰及計畫參謀次長室   |
| 兵站参謀次長室                 | 後勤參謀次長室         |
| 通信電子情報参謀次長室         | 通信電子資訊參謀次長室 |
| 訓練参謀次長室                 | 訓練參謀次長室         |
| 参謀本部隷下機関               |                        |
| 軍事情報局                     | 軍事情報局             |
| 電訊発展室                     | 電訊發展室             |
| 統合作戦指揮所                 | 聯合作戰指揮中心       |
| 参謀本部の指揮を受ける軍事機関 |                        |
| 憲兵指揮部                     | 憲兵指揮部             |
| 情報通信電子戦指揮部           | 資通電軍指揮部         |

## 歴代参謀総長（憲法施行後）
| 代   | 写真 | 氏名   | 階級         | 在任期間                       |
| ---- | ---- | ------ | ------------ | ------------------------------ |
| 1    |      | 陳誠   | 陸軍一級上将 | 1946年5月23日 - 1948年5月12日  |
| 2    |      | 顧祝同 | 陸軍一級上将 | 1948年5月13日 - 1950年3月24日  |
| 3    |      | 周至柔 | 空軍一級上将 | 1950年3月25日 - 1954年6月30日  |
| 4    |      | 桂永清 | 海軍一級上将 | 1954年7月1日 - 1954年8月12日   |
| 5    |      | 彭孟緝 | 陸軍上級大将 | 1954年8月18日 - 1957年6月30日  |
| 6    |      | 王叔銘 | 空軍大将     | 1957年7月1日 - 1959年6月30日   |
| 7    |      | 彭孟緝 | 陸軍一級上将 | 1959年7月1日 - 1965年6月30日   |
| 8    |      | 黎玉璽 | 海軍一級上将 | 1965年7月1日 - 1967年6月30日   |
| 9    |      | 高魁元 | 陸軍一級上将 | 1967年7月1日 - 1970年6月30日   |
| 10   |      | 頼名湯 | 空軍一級上将 | 1970年7月1日 - 1976年6月30日   |
| 11   |      | 宋長志 | 海軍一級上将 | 1976年7月1日 - 1981年11月30日  |
| 12   |      | 郝柏村 | 陸軍一級上将 | 1981年12月1日 - 1989年12月4日  |
| 13   |      | 陳燊齢 | 空軍一級上将 | 1989年12月5日 - 1991年12月4日  |
| 14   |      | 劉和謙 | 海軍一級上将 | 1991年12月5日 - 1995年6月30日  |
| 15   |      | 羅本立 | 陸軍一級上将 | 1995年7月1日 - 1998年3月4日    |
| 16   |      | 唐飛   | 空軍一級上将 | 1998年3月5日 - 1999年1月31日   |
| 17   |      | 湯曜明 | 陸軍一級上将 | 1999年2月1日 - 2002年1月31日   |
| 18   |      | 李傑   | 海軍一級上将 | 2002年2月1日 - 2004年5月19日   |
| 19   |      | 李天羽 | 空軍一級上将 | 2004年5月19日 - 2007年2月1日   |
| 20   |      | 霍守業 | 陸軍一級上将 | 2007年2月2日 - 2009年2月4日    |
| 21   |      | 林鎮夷 | 海軍一級上将 | 2009年2月5日 - 2012年12月31日  |
| 22   |      | 厳明   | 空軍二級上将 | 2013年1月1日 - 2013年8月7日    |
| 23   |      | 高広圻 | 海軍二級上将 | 2013年8月8日 - 2015年1月30日   |
| 24   |      | 厳徳発 | 陸軍二級上将 | 2015年1月31日 - 2016年11月30日 |
| 25   |      | 邱国正 | 陸軍二級上将 | 2016年12月1日 - 2017年4月28日  |
| 26   |      | 李喜明 | 海軍二級上将 | 2017年4月28日 - 2019年6月30日  |
| 27   |      | 沈一鳴 | 空軍一級上将 | 2019年7月1日 - 2020年1月2日    |
| 代行 |      | 劉志斌 | 海軍二級上将 | 2020年1月2日 - 2020年1月15日   |
| 28   |      | 黄曙光 | 海軍二級上将 | 2020年1月16日 - 2021年6月30日  |
| 29   |      | 陳寶餘 | 陸軍二級上将 | 2021年7月1日 - 2023年4月30日   |
| 30   |      | 梅家樹 | 海軍二級上将 | 2023年5月1日 -                 |